# Harry Howell
Harry John Howell (Worthing, Inglaterra, 20 de abril de 2008) es un futbolista profesional británico que juega como centrocampista o como delantero centro en el club Brighton & Hove Albion de la Premier League.  

## Primeros años
Es natural de Worthing, West Sussex, y estudió en la escuela católica St Philip Howard de Barnham.

## Trayectoria
Howell comenzó su carrera futbolística en la cantera del Brighton a la edad de 7 años. A los 14 años debutó con la selección sub-18 del Brighton, con la que contribuyó a la victoria de su equipo por 2-1 contra el Leicester City sub-18. En la temporada 2023-24 fue ascendido al Brighton sub-21. En los octavos de final del EFL Trophy, fue sustituido en los minutos finales contra el Reading, y cuando el partido se fue a la tanda de penaltis, y con sólo 15 años, marcó para ganar la tanda por 3-2 para el Brighton. En la temporada 2024-25 marcó un doblete en el Trofeo EFL contra el Wycombe Wanderers, de la League One. Howell fue nombrado mejor jugador del mes de diciembre de 2024 de la Premier League 2 tras marcar un triplete y dar una asistencia en la victoria por 5-1 sobre el Tottenham.
El 12 de abril de 2025, cuando aún tenía 16 años, fue convocado por primera vez en la Premier League por el Brighton como suplente en el partido contra el Leicester City. Howell debutó en la Premier League como suplente el 19 de mayo de 2025 contra el Liverpool.

## Selección nacional

### Selección inglesa sub-17
Debutó con la selección inglesa sub-17 el 4 de septiembre de 2024, a la edad de 16 años, cuatro meses y 15 días. En su debut, marcó un doblete contra México Sub-17.Fue incluido en la lista de convocados para el Campeonato Europeo Sub-17 de la UEFA de 2025.

### Participaciones internacionales
| Competición             | Sede    | Resultado      | Partidos | Goles | Asist. |
| ----------------------- | ------- | -------------- | -------- | ----- | ------ |
| Eurocopa Sub-17 de 2025 | Albania | Fase de grupos | 3        | 4     | 0      |

## Estilo de juego
Es zurdo y se le considera capaz de jugar en cualquiera de las dos bandas, en el mediocampo ofensivo o en la posición de delantero centro.

## Estadísticas

### Clubes
Actualizado al último partido disputado el 29 de mayo de 2025.
| Club                                    | Div.          | Temporada     | Liga  | Liga  | Liga   | Copas | Copas | Copas  | Internacional | Internacional | Internacional | Total | Total | Total  |
| Club                                    | Div.          | Temporada     | Part. | Goles | Asist. | Part. | Goles | Asist. | Part.         | Goles         | Asist.        | Part. | Goles | Asist. |
| --------------------------------------- | ------------- | ------------- | ----- | ----- | ------ | ----- | ----- | ------ | ------------- | ------------- | ------------- | ----- | ----- | ------ |
| Brighton & Hove Albion F. C. Inglaterra | 1.ª           | 2024-25       | 1     | 0     | 0      | 0     | 0     | 0      | ―             | ―             | ―             | 1     | 0     | 0      |
| Brighton & Hove Albion F. C. Inglaterra | Total club    | Total club    | 1     | 0     | 0      | 0     | 0     | 0      | ―             | ―             | ―             | 1     | 0     | 0      |
| Total carrera                           | Total carrera | Total carrera | 1     | 0     | 0      | 0     | 0     | 0      | ―             | ―             | ―             | 3     | 0     | 0      |

### Selecciones
| Selección                    | Temporada     | Amistosos | Amistosos | Amistosos | Torneos continentales | Torneos continentales | Torneos continentales | Total | Total | Total  |
| Selección                    | Temporada     | Part.     | Goles     | Asist.    | Part.                 | Goles                 | Asist.                | Part. | Goles | Asist. |
| ---------------------------- | ------------- | --------- | --------- | --------- | --------------------- | --------------------- | --------------------- | ----- | ----- | ------ |
| Inglaterra Sub-16 Inglaterra | 2023          | 5         | 0         | 0         | –                     | –                     | –                     | 5     | 0     | 0      |
| Inglaterra Sub-16 Inglaterra | 2024          | 5         | 1         | 1         | –                     | –                     | –                     | 5     | 1     | 1      |
| Total Sub-16                 | Total Sub-16  | 10        | 1         | 1         | –                     | –                     | –                     | 10    | 1     | 1      |
| Inglaterra Sub-17 Inglaterra | 2024          | 3         | 2         | 1         | 3                     | 1                     | 0                     | 6     | 3     | 1      |
| Inglaterra Sub-17 Inglaterra | 2025          | 1         | 0         | 0         | 4                     | 1                     | 0                     | 5     | 1     | 0      |
| Total Sub-17                 | Total Sub-17  | 4         | 2         | 1         | 7                     | 2                     | 0                     | 11    | 4     | 1      |
| Total carrera                | Total carrera | 14        | 3         | 2         | 7                     | 2                     | 0                     | 21    | 5     | 2      |
| 1.                           |               |           |           |           |                       |                       |                       |       |       |        |